# Marco Illbruck
Marco Illbruck (* 27. Oktober 1986 in Varese, Italien) ist ein deutscher Unternehmer und ehemaliger Springreiter.
Marco Illbruck ist der Sohn der Unternehmerin und Reitsportsponsorin Sabina Illbruck sowie Enkel des Unternehmers und Hochseeseglers Wilhelm Gustav Illbruck.

## Karriere
Illbruck besuchte vier Jahre lang das Internat Institut auf dem Rosenberg in St. Gallen, trainierte in der Zeit beim Schweizer Olympiasieger Markus Fuchs. Im Alter von 16 Jahren kehrte er zurück in seine Heimatstadt Leverkusen und machte dort sein Abitur. Trainiert wurde er in dieser Zeit auf der Anlage des DOKR von Markus Merschformann und auf der Anlage seiner Mutter von Rudi Könemund. Ab Herbst 2009 lebte er in München und trainierte unter dem Springreiter Max Kühner. Gemeinsam mit Markus Renzel, Markus Merschformann, Max Kühner, Thomas Grimm, Henrik Griese, Lutz Gripshöver und Alexander Hufenstuhl ritt er für das „Team Sabina Illbruck“.
Im Jahr 2012 beendete er seine aktive reiterliche Karriere und verlegte seinen Lebensmittelpunkt von München nach Berlin, wo er in den elterlichen Familienbetrieb eintrat.
Illbruck ist seit 2013 Gründungsstifter der „Stiftung Deutscher Spitzenpferdesport“.
Im Jahr 2014 gründete Marco Illbruck das Beach- und Resortwear-Label SWIM WITH MI.

## Pferde
Ehemalige Turnierpferde:
- Catatani (* 1997), braune Holsteiner Stute, Vater: Carpaccio, Muttervater: Cantus, Besitzer: Sabina Illbruck
- Lolita 156 (* 2001), braune Stute, Vater: Laurenz, Muttervater: Justboy, Besitzer: Sabina Illbruck
- Cornetta 11 (* 2003), Westfale, Schimmel-Stute, Vater: Cornet Obolensky, Muttervater: Anmarsch, Besitzer: Sabina Illbruck
- Clooney 35 (ehemals: Weerdenburg) (* 2003), brauner KWPN-Wallach, Vater: VDL Cardento, Muttervater: Voltaire, Besitzer: Marco Illbruck
- Chepetto 9 (* 2000), brauner Holsteiner Wallach, Vater: Cambridge, Muttervater: Carthago

## Erfolge
- 2012: 8. Platz CSI Ebreichsdorf
- 2011: 4. Platz CSI Frankfurt
- 2010: 2. Platz Gesamtwertung European Youngster Cup, 1. Platz European Youngster Cup Donaueschingen, 36. Platz CSI 3* Arezzo, 8. Platz Championat (CSI**) in Luxemburg
- 2009: 10. Platz (CSIU25-A) beim Großen Preis von Frankfurt, 11. Platz (CSI 2*) beim Großen Preis von Cervia, 15. Platz (CSI 2*) Nördlingen
- 2008: 15. Platz beim Großen Preis von Wickrath, 8. Platz beim CSI München (EY Cup), 3. Platz beim Großen Preis von Zwickau, 11. Platz beim Championat von Zwickau
- 2007: 1. Platz im Nationenpreis in Pontedera, 4. Platz im Großen Preis in CSI Wiener Neustadt, 4. Platz CSI Salzburg (EY Cup), 4. Platz im Großen Preis (CSI) in Babenhausen, 6. Platz im Großen Preis von Wallau
- 2006: 2. Platz im Nationenpreis in Wiener Neustadt, 7. Platz im Großen Preis von Wiener Neustadt